# مجرى توجيه العصب
مجرى توجيه العصب (يُطلق عليه أيضًا مصطلح مجرى العصب الاصطناعي أو الطعم العصبي الاصطناعي، على عكس الطعم الذاتي) هو وسيلة اصطناعية لتوجيه إعادة نمو المحوار بهدف تسهيل التجدد العصبي وهو واحد من العلاجات السريرية العديدة للإصابات العصبية. يُستخدم تطعيم العصب الذاتي في العلاج السريري القياسي لإصابات الأعصاب المحيطية عند تعذر إجراء الخياطة المباشرة على طرفي العصب المقطوع دون توتر. نظرًا إلى محدودية توفر الأنسجة المانحة والتعافي الوظيفي في تطعيم العصب الذاتي، ركزت أبحاث هندسة النسيج العصبي على تطوير مجاري توجيه العصب الحيوية الاصطناعية كعلاج بديل، خاصةً في العيوب الكبيرة. جرى العمل أيضًا على استكشاف تقنيات مشابهة من أجل إصلاح العصب في النخاع الشوكي، لكن يشكل التجدد العصبي في الجهاز العصبي المركزي تحديًا أكبر جراء عدم تجدد محاوره العصبية بشكل ملحوظ في بيئتها الأصلية.
يُعرف إنشاء المجاري الاصطناعية أيضًا باسم التنبيب الداخلي إذ ينتهي العصب وتُطوق الفجوة المتداخلة في أنبوب مكون من الموارد الحيوية والاصطناعية. سواء كان المجرى في شكل أنبوب حيوي أو اصطناعي أو مجرى مهندس نسيجيًا، يجب أن يسهل التواصل الموجه للعصب والتغذوي العصبي بين النهايتين القريبة والبعيدة للفجوة العصبية، إلى جانب كبح العوامل التثبيطية الخارجية وتوفير توجيه مادي من أجل إعادة نمو المحور العصبي. يتمثل الهدف الأساسي لمجرى توجيه العصب في دمج الإشارات الحيوية والكيميائية والفيزيائية ضمن ظروف من شأنها تعزيز التشكيل النسيجي.
تشمل المواد المستخدمة في صناعة الأنابيب الحيوية كلًا من الدم والأوعية والعضلات الهيكلية، بينما تُصنع الأنابيب الاصطناعية غير القابلة للامتصاص والقابلة للامتصاص حيويا من السيليكون والبولي غليكوليد على الترتيب. تتألف مجاري توجيه العصب المهندسة نسيجيًا من مزيج من العناصر: بنية السقالة، ومواد السقالة، والعلاجات الخلوية، والعوامل التغذوية العصبية والمواد الحيوية. يعتمد اختيار إحدى الإشارات الفيزيائية أو الكيميائية أو الحيوية المستخدمة على خصائص البيئة العصبية، وهو أمر بالغ الأهمية في صنع البيئة الأفضل من أجل تجدد المحاور العصبية. تشمل العوامل المتحكمة في اختيار المواد كلًا من التوافقية الحيوية، وقابلية التحلل الحيوي، والسلامة الميكانيكية، وإمكانية التحكم خلال النمو العصبي، والزرع والتعقيم.

## العلاجات الخلوية
بالإضافة إلى مواد السقالة والإشارات الفيزيائية، يمكن أيضًا دمج الإشارات الحيوية في مجرى العصب الحيوي الاصطناعي على شكل خلايا. يوجد في الجهاز العصبي العديد من أنواع الخلايا المساعدة في دعم نمو العصبونات والحفاظ عليها. تُدعى هذه الخلايا مجتمعة بالخلايا الدبقية. جرت دراسات حول الخلايا الدبقية في محاولة لفهم الآليات الكامنة وراء قدرتها على تعزيز تجدد المحاور العصبية. شملت الدراسة مناقشةً حول ثلاثة أنواع من الخلايا الدبقية: خلايا شوان، والخلايا النجمية والخلايا المغمدة الشمية. بالإضافة إلى الخلايا الدبقية، تتميز الخلايا الجذعية بفوائدها المحتملة في الإصلاح والتجدد بسبب قدرة كثير منها على التمايز إلى عصبونات أو خلايا دبقية. يناقش هذا المقال باختصار استخدام الخلايا الجذعية البالغة، وذات التمايز التحولي، والمتعلقة باللحمة المتوسطة، والمتعلقة باللحمة المتوسطة الظاهرة، والعصبية والسلفية العصبية.

### الخلايا الدبقية
تُعد الخلايا الدبقية ضرورية من أجل دعم نمو العصبونات والحفاظ عليها في الجهاز العصبي المركزي والمحيطي. تتخصص معظم خلايا الدبق العصبي في أحد الجهازين العصبيين المركزي أو المحيطي. تقع خلايا شوان في الجهاز العصبي المحيطي حيث تعمل على تغميد محاور العصبونات بالنخاعين. تتخصص الخلايا النجمية للجهاز العصبي المركزي؛ إذ تؤمن المغذيات، والدعم الفيزيائي وعزل العصبونات. تشكل أيضًا الحائل الدموي الدماغي. ومع ذلك، تعبر الخلايا المغمدة الشمية حدود الجهازين العصبين المركزي والمحيطي، لأنها توجه عصبونات المستقبلات الشمية من الجهاز العصبي المحيطي إلى المركزي.

#### خلايا شوان
تُعد خلايا شوان (إس سي) ضرورية من أجل تجدد الأعصاب المحيطية؛ إذ تلعب دورًا بنيويًا ووظيفيًا على حد سواء. تشارك خلايا شوان في كل من تنكس واليرياني وأطواق بانغلر. عند تلف عصب محيطي ما، تغير خلايا شوان مورفولوجيتها وسلوكها وتكاثرها لتتدخل في تنكس واليرياني وأطواق بانغلر. في حالة تنكس واليرياني، تنمو خلايا شوان في أعمدة منظمة على طول قناة غمد الليف العصبي، ما يخلق طوق بانغلر (بي أو بي) الذي يحمي قناة غمد الليف العصبي ويحافظ عليها. بالإضافة إلى ذلك، تحرر العوامل التغذوية العصبية التي تعزز إعادة النمو بالتزامن مع البلاعم. توجد بعض العيوب المصاحبة لاستخدام خلايا شوان في هندسة الأنسجة العصبية؛ على سبيل المثال، من الصعب عزل خلايا شوان بشكل انتقائي إلى جانب ضعف تكاثرها بمجرد عزلها. تتمثل إحدى طرق التغلب على هذه الصعوبة في حث الخلايا الأخرى اصطناعيًا مثل الخلايا الجذعية على تكوين أنماط شكلية مشابهة لخلايا شوان.
أجرى إجوتشي وآخرون (2003) دراسة حول استخدام الحقول المغناطيسية في تنظيم خلايا شوان. استخدموا المغناطيس فائق التوصيل من النوع الأفقي، الذي ينتج في مركزه مجال «8 تي». خلال 60 ساعة من التعرض للمغناطيس، اصطفت خلايا شوان بالتوازي مع الحقل؛ خلال نفس الفترة الزمنية، توضعت خلايا شوان غير المعرضة للحقل بشكل عشوائي. من المفترض أن الاختلافات في حساسية الحقل المغناطيسي لمكونات غشاء الخلية وعناصر هيكل الخلية قد تسبب توجيهًا مغناطيسيًا. تعرضت ألياف الكولاجين أيضًا للحقل المغناطيسي، إذ اصطفت بشكل عمودي على الحقل المغناطيسي في غضون ساعتين، بينما شكلت ألياف الكولاجين غير المعرضة للحقل نمطًا شبكيًا عشوائيًا. تصطف خلايا شوان، عند زرعها على ألياف الكولاجين، على طول الكولاجين الموجه مغناطيسيًا بعد ساعتين من التعرض للحقل المغناطيسي «8 تي». في المقابل، تتجه خلايا شوان عشوائيًا على ألياف الكولاجين دون التعرض للحقل المغناطيسي. بالتالي، سمح الزرع على ألياف الكولاجين لخلايا شوان بالاصطفاف العمودي على المجال المغناطيسي ورفع سرعة توجيهها.
قد تساعد هذه النتائج في اصطفاف خلايا شوان في إصابات الجهاز العصبي من أجل تعزيز تشكل أطواق بانغلر الضرورية من أجل الحفاظ على قناة غمد الليف العصبي، التي توجه إعادة نمو المحاور العصبية إلى منطقتها الهدف. يستحيل تقريبًا اصطفاف خلايا شوان بواسطة التقنيات الفيزيائية الخارجية؛ بالتالي، يُعد اكتشاف التقنية البديلة للاصطفاف أمرًا مهمًا. ومع ذلك، ما يزال هنالك عيوب في التقنية المطورة، تتمثل في استلزامها قدرًا كبيرًا من الطاقة من أجل الحفاظ على الحقل المغناطيسي لفترات طويلة.
جرت دراسات عديدة في محاولة لتعزيز قدرة خلايا شوان على الهجرة. تنظم الإنتغرينات مع جزيئات «إي سي إم» مثل الفبرونيكتين واللامينين هجرة خلايا شوان. بالإضافة إلى ذلك، يعزز جزيء التصاق الخلايا العصبية (إن سي إيه إم) حركية خلايا شوان في المختبر. يُعد «إن سي إيه إم» من البروتينات السكرية التي يُعبّر عنها على أغشية خلايا شوان والخلايا المحوارية. يصنع كل من إنزيم البوليسياليك (بّي إس تي) وإنزيم السياليك إكس (إس تي إكس) حمض البوليسياليك (بّي إس إيه) على «إن سي إيه إم». خلال تطور الجهاز العصبي المركزي، يستمر تنظيم تعبير «بّي إس إيه» على «إن سي إيه إم» حتى مراحل ما بعد الولادة. ومع ذلك، يوجد «بّي إس إيه» في بعض مناطق دماغ البالغين ذات اللدونة العالية. لا يحدث تعبير «بّي إس إيه» في خلايا شوان.
أجرى لافداس وآخرون (2006) دراسة للتحقق من مدى تعزيز تعبير «بّي إس إيه» المستمر لهجرة خلايا شوان. نُقلت خلايا شوان باستخدام ناقل فيروسي راجع يشفر «إس تي إكس» من أجل تحفيز التعبير عن «بّي إس إيه». أظهرت خلايا شوان المعبرة عن «بّي إس إيه» تحسنًا في حركيتها كما يظهر بوضوح في تجربة سد الفجوة وبعد التطعيم في زرعات شرائح الدماغ الأمامي بعد الولادة. لم يغير تعبير «بّي إس إيه» التمايز الجزيئي والمورفولوجي. تمكنت خلايا شوان المعبرة عن «بّي إس إيه» أيضًا من تغميد محاور الجهاز العصبي المركزي بالنخاعين في شرائح المخيخ، وهو أمر غير ممكن عادة في جسم الإنسان. تُعتبر إمكانية قدرة خلايا شوان المعبرة عن «بّي إس إيه» على الهجرة عبر الجهاز العصبي المركزي دون فقدان القدرات النخاعينية أمرًا واعدًا، وقد تصبح مفيدة في تجدد المحاور العصبية وتغميدها بالنخاعين في الجهاز العصبي المركزي.